# 중미 통합 체제

중미 통합 체제 회원국

중미 통합 체제의 기

중미 통합 체제의 로고

중미 통합 체제(Central American Integration System, 스페인어: Sistema de la Integración Centroamericana, 약칭 SICA)는 중앙아메리카 국가들이 1993년 2월 1일에 결성한 경제 정치 통합 단체이다. 1991년 12월 13일에 중앙아메리카 지역의 평화, 정치적 자유, 민주주의, 경제 발전에 대한 협조를 구하기 위해 '중미기구헌장 개정의정서'(테구시갈파 의정서)를 채택하고, 1993년 2월 중미전체를 포괄하는 새로운 형태의 중미통합체제(SICA)를 정식 발족하였다. 본부는 엘살바도르에 있다.
1991년 과테말라, 온두라스, 엘살바도르, 니카라과, 코스타리카, 파나마가 회원국으로 참가했으며 벨리즈는 2000년에 정회원국으로 가입했다. 2004년에는 도미니카 공화국이 협정 회원국으로 참가하기 시작했다. 최근에는 멕시코, 칠레, 브라질이 준회원국으로 참여하기 시작했으며 중화민국, 스페인, 독일, 일본이 지역외 참여국가가 됐다. 중미 통합 체제(SICA)는 국제 연합 총회의 정기 총회에 옵저버 자격을 가진 회원이며 영구적인 연락사무소를 설치해놓고 있다.
과테말라, 엘살바도르, 온두라스, 니카라과는 정치, 문화 전반에 관련한 점차적인 통합을 이뤄가기로 합의했으며 CA4를 결성함으로써 내부 국경을 설정했다. 코스타리카가 이후에 행보를 같이 함으로써 경제통합에 나서게 됐다.

## 역사

### 중앙아메리카 법원
1907년 중앙아메리카 5개국이 멕시코와 미국의 제안에 따라 열린 중앙아메리카 평화회의에 참여했다. 이 회의는 당시 미국 대통령이던 시어도어 루즈벨트 대통령의 주재로 열렸으며, 1907년 11월 14일과 1907년 12월 20일 미국 워싱턴에서 두 차례에 걸쳐 열렸다.
과거 스페인의 식민지이던 5개국은 이전에도 여러 협력 방안을 모색했지만 어려움을 겪어 정치적인 반대에 부딪혔었다. 가장 초기의 것으로는 11년 전에 중앙아메리카 공화국 정부의 연방 선언이 있었다.
평화조약을 체결함으로써 회의가 끝나자 중앙법원(Corte de Justicia Centroamericana)이 생겼다. 가맹국들은 법원 제정을 동의하면서 처음에 10년동안 운영하기로 최종 발의안에서 합의했으며 코스티리카를 통해 모든 중재안이 조절됐다. 5명의 재판관으로 구성되며 각국 출신으로 했다. 10년 뒤에 법원의 운영 기간이 끝나자 니카라과의 종결안 요청으로 법원의 운영은 중지됐다. 총 10건의 사건을 맡았다.
이에 대한 실패 이유로는 사법 처리 절차에 대한 이해 부족, 독립적인 법관의 활동 보장 어려움, 각국의 이해관계 만족이 이뤄지지 못함 등이 꼽혔다.

### 중앙아메리카 기구
2차 세계대전이 끝나고 새로운 이해관계가 조성됐다. 1951년 10월 14일, 첫 법정기구의 해산 33년 뒤 코스타리카, 엘살바도르, 과테말라, 온두라스, 니카라과는 현재의 중미 통합 체제 설치에 합의했다. (Organization of Central American States, Organización de Estados Centroamericanos, or ODECA) 1952년 12월 12일 중미 통합 체제 헌장은 기한을 한정하지 않고 사법기구 설치에 동의하기에 이르렀다.
산살바도르 헌장은 중앙아메리카 모든 국가에서 비준됐으며 1955년 8월 18일 외무부 장관회의가 과테말라에서 열렸다. 안티과과테말라선언을 통해 자유로운 왕래 및 경제협력 및 보건 문제 협조 등에 대한 내부 협약이 진전을 보게 됐다.

### 부활

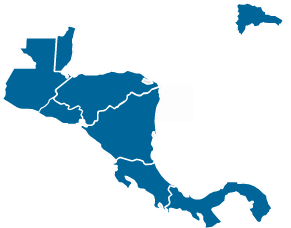
중미 통합 체제 회원국

통합 계획이 완전화되면서 회원국간의 의견 불일치를 해소하기 위한 법적 장치를 제정하기에 이르렀다. 7개의 국가로 가입국이 늘어났으며 이미 중앙아메리카 은행 및 의회를 두고 있을 정도이다. 현재 무역 블록은 1993년 10월 29일 조인된 과테말라 협약에 따라 조정된 것이다. 관세에 대해서도 통합을 상당 부분 이루었으며 국가간 제품 수송에 있어서도 자유롭다. 비지역국가로 아르헨티나, 콜롬비아, 멕시코, 중화민국, 스페인이 있다.

## 정상회의
- 1996년 9월(과테말라)
- 2005년 6월(코스타리카)
- 2010년 6월(파나마)
- 2021년 6월(대한민국)

## 주요 기관
- 정상회의
- 외교장관회의
- 사무국
- 중미의회
- 중미사법재판소

## 대한민국과의 관계
- 1996년 9월 김영삼 대통령이 과테말라 방문시 중미 5개국 정상과 설립 합의(한국 외교장관과 중미 5개국 외교장관간 설립 협정 서명)
- 한-SICA 정상회의 개최: 1997년 9월 엘살바도르 개최 제1차 회의 이래 2012년 8월까지 11차 회의 개최

## 같이 보기
- 메르코수르

## 참고 자료
- Guyana Journal (2007-07): Advancing Integration Between Caricom and Central America 보관됨 2007-09-28 - 웨이백 머신
- "Commission Studies Impeachment"